# Miłoszów (Nieczulice)
Miłoszów – osada wsi Nieczulice w Polsce, położona w województwie świętokrzyskim, w powiecie starachowickim, w gminie Pawłów.
W latach 1975–1998 Miłoszów administracyjnie należał do województwa kieleckiego.
Toponim „Miłoszów” odnosi się również do lasu, położonego na południowy wschód od osady. W lesie tym znaleziono dewońskie skały osadowe, należące do formacji skalskiej, w których występuje bogata fauna kopalna.